# Xawtv
Xawtv es un programa que permite el uso de un PC para ver y grabar la televisión, ya sea con un sintonizador de TV o una tarjeta receptora de satélite (DVB-S). xawtv funciona en sistemas operativos tipo Unix-like y está disponible bajo la licencia GPL.
XawTV no favorece ningún entorno de escritorio particular. Viene con las aplicaciones que utilizan los widgets basados en Motif, así como otras aplicaciones X11 y la línea de comandos. Trabaja con Video4Linux y XVideo. La interfaz para xawtv es minimalista.